# علاقات المجر الخارجية

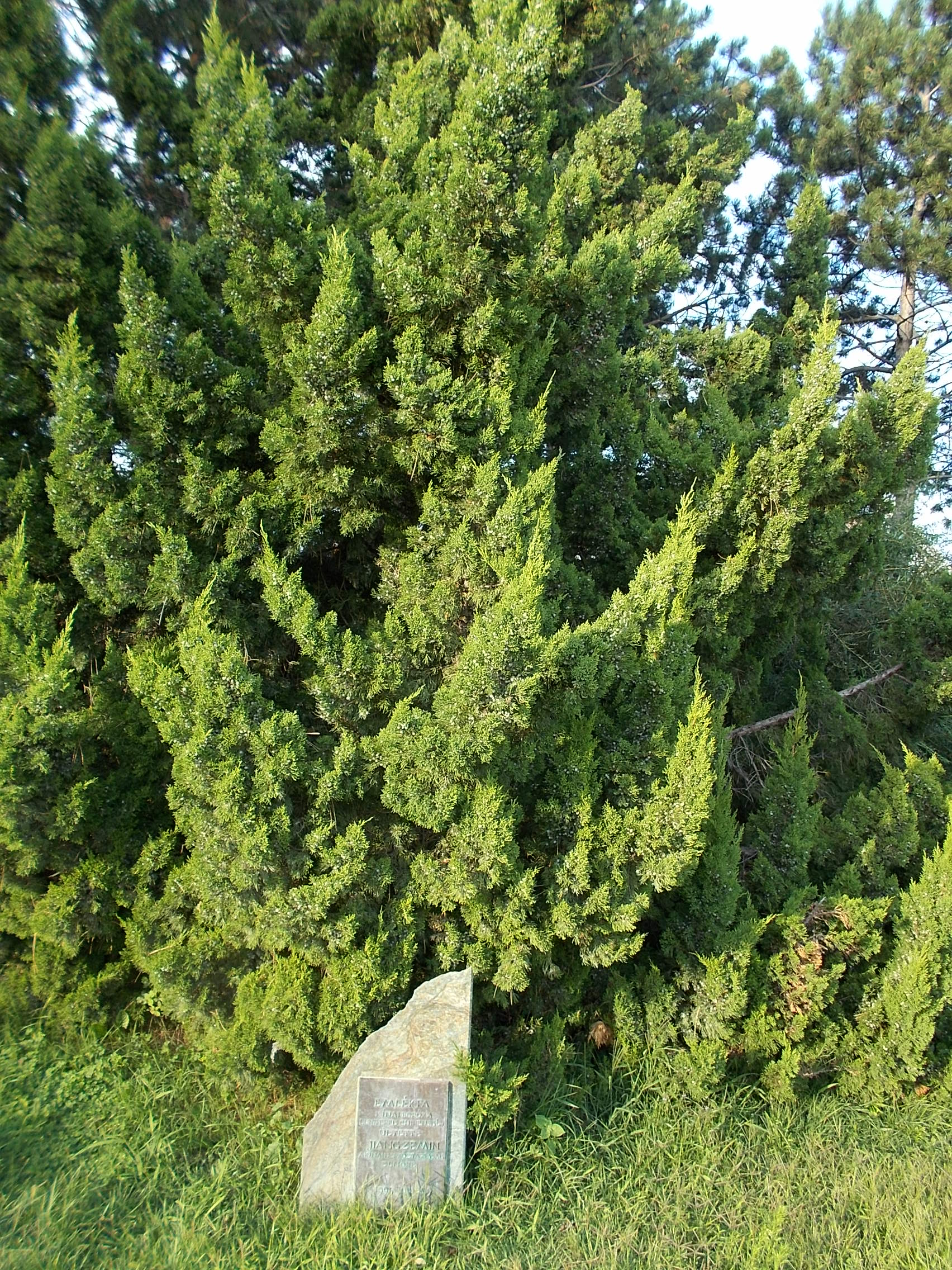
شجرة العرعر التذكارية الصينية التي زرعها جيانغ زيمين (1996) في حديقة قصر فيستيتيكس، كيستلي، المجر 2016

تتمتع المجر بنفوذ كبير في وسط وشرق أوروبا، وتعد قوة وسطى في الشؤون الدولية. تعتمد المجر في سياساتها الخارجية على أربع أسس رئيسية: التعاون الأطلسي، والتكامل الأوروبي، والتنمية الدولية، والقانون الدولي. يعد الاقتصاد المجري اقتصادًا مفتوحًا إلى حد بعيد، ويعتمد بشكل كبير على التجارة الدولية.
انضمت المجر إلى الأمم المتحدة في شهر ديسمبر 1955، وهي عضو في كل من الاتحاد الأوروبي، وحلف شمال الأطلسي (الناتو)، ومنظمة التعاون الاقتصادي والتنمية، ومجموعة فيشغراد، ومنظمة التجارة العالمية، والبنك الدولي، والبنك الآسيوي للاستثمار في البنية التحتية، وصندوق النقد الدولي. في عام 2011، تولت المجر رئاسة مجلس الاتحاد الأوروبي لمدة سنة ونصف السنة، وستعود لتشغل نفس المنصب مرة أخرى في عام 2024. في عام 2015، أصبحت المجر خامس أكبر مانح  للمساعدات الإنمائية بين الدول الأعضاء في منظمة التعاون الاقتصادي والتنمية، وغير الأعضاء في لجنة المساعدة الإنمائية، بنسبة مساعدات بلغت 0.13% من إجمالي الدخل القومي، وتقدمت بذلك على كل من إسبانيا وإسرائيل وروسيا.
يوجد في العاصمة المجرية، بودابست، أكثر من 100 سفارة وهيئة تمثيلية، وتعد عضوًا فاعلًا في السياسة الدولية. تستضيف المجر أيضًا مقرات رئيسية وإقليمية للعديد من المنظمات الدولية، بما في ذلك المعهد الأوروبي للابتكار والتكنولوجيا، ووكالة تدريب أجهزة إنفاذ القانون في الاتحاد الأوروبي، والمفوضية السامية للأمم المتحدة لشؤون اللاجئين، ومنظمة الأغذية والزراعة (فاو) التابعة للأمم المتحدة، والمركز الدولي للتحول الديموقراطي، ومعهد التعليم الدولي، ومنظمة العمل الدولية، ومنظمة الهجرة الدولية، والاتحاد الدولي لجمعيات الصليب الأحمر والهلال الأحمر، والمركز البيئي الإقليمي لأوروبا الوسطى والشرقية، ولجنة دانوب، وغيرها.
منذ عام 1989، تمثل الهدف الرئيسي للسياسة الخارجية المجرية بتحقيق الاندماج في المنظمات الاقتصادية والأمنية الغربية. انضمت المجر، في عام 1994، إلى برنامج الشراكة من أجل السلام، ودعمت قوتي حفظ السلام: قوة التنفيذ وقوة الاستقرار في البوسنة والهرسك.
عملت المجر، منذ عام 1989، على تحسين علاقاتها الفاترة مع دول الجوار، وذلك من خلال توقيع معاهدات أساسية مع كل من أوكرانيا وسلوفاكيا ورومانيا، تخلت من خلالها جميع هذه الدول عن مطالباتها الإقليمية، ووضعت الأسس اللازمة لبناء علاقات مثمرة. مع ذلك، ما تزال قضية حقوق الأقليات العرقية الهنغارية في كل من رومانيا وسلوفاكيا وأوكرانيا تتسبب، بشكل دوري، في اشتعال توترات ثنائية. وقعت المجر، منذ عام 1989، على جميع وثائق منظمة الأمن والتعاون في أوروبا، وشغلت، في عام 1997، منصب رئيس المنظمة. مايزال سجل المجر في تنفيذ أحكام اتفاقية هلنسكي لمؤتمر الأمن والتعاون في أوروبا، بما في ذلك الأحكام المتعلقة بلم شتات الأسر المشتتة، من بين أفضل السجلات في أوروبا الوسطى والشرقية.
اتبعت السياسة الخارجية للمجر عمومًا القيادة السوفييتية من عام 1947 وحتى عام 1989، باستثناء الحياد قصير الأمد الذي اتبعه الزعيم المجري المناهض للسوفييت إيمري ناجي في شهر نوفمبر 1956. خلال العهد الشيوعي، صانت المجر معاهدات الصداقة والتعاون والمساعدة المتبادلة الموقعة مع كل من الاتحاد السوفييتي وبولندا وتشيكوسلوفاكيا وجمهورية ألمانيا الديموقراطية ورومانيا وبلغاريا. كانت المجر واحدة من الأعضاء المؤسسين لحلف وارسو ولمجلس التعاون الاقتصادي (كوميكون) بقيادة الاتحاد السوفييتي، وكانت أول دولة تنسحب من هذه التحالفات. بعد عام 1989، توجهت المجر للغرب بشكل أكبر، وانضمت إلى حلف الناتو في عام 1999 وإلى الاتحاد الأوروبي في عام 2004.

## نظرة عامة
حالها حال أي دولة من دول العالم، ساهم تاريخ المجر وجغرافيتها بشكل كبير في بناء سلوكياتها الأمنية. شهدت المجر خلال تاريخها هيمنة عدة قوى عظمى عليها، بما في ذلك الدولة العثمانية، وسلالة هابسبورغ، والألمان خلال الحرب العالمية الثانية، والسوفييت خلال الحرب الباردة. أما جغرافيًا فقد عانت المجر، بسبب موقعها، من حالة من عدم الاستقرار الإقليمي ومن انفصال الأقليات التي تسكن البلدان المجاورة. رسمت العوامل آنفة الذكر الخطوط العريضة لسياسات المجر الخارجية الثابتة إلى حد بعيد منذ عام 1990. تمثل الهدف الرئيس للسياسة الخارجية للمجر بتحقيق الاندماج بالمنظمات الاقتصادية والأمنية الغربية. انضمت المجر إلى منظمة الشراكة من أجل السلام التابعة لحلف شمال الأطلسي (الناتو)، ودعمت قوتي حفظ السلام: قوة التنفيذ وقوة الاستقرار في البوسنة والهرسك، بشكل فعال. حققت حكومة الرئيس جولا هورن أهم النجاحات السياسية الخارجية للمجر في حقبة ما بعد الشيوعية من خلال تأمين دعوات للانضمام إلى كل من حلف شمال الأطلسي والاتحاد الأوروبي في عام 1997. أصبحت المجر عضوًا في حلف شمال الأطلسي في عام 1999، وانضمت إلى الاتحاد الأوروبي في عام 2004. حسنت المجر أيضًا من علاقاتها مع دول الجوار بعد فترة طويلة من الفتور، وذلك من خلال توقيعها لعدد من المعاهدات الأساسية مع كل من رومانيا وسلوفاكيا وأوكرانيا، تخلت من خلالها جميع هذه الدول عن مطالباتها الإقليمية، ووضعت الأسس اللازمة لبناء علاقات مثمرة. مع ذلك، ما تزال قضية حقوق الأقليات العرقية الهنغارية في كل من رومانيا وسلوفاكيا وأوكرانيا تتسبب، بشكل دوري، في اشتعال توترات ثنائية. كانت المجر إحدى الدول الموقعة على اتفاقية هلنسكي في عام 1975. وقعت المجر أيضًا على جميع الوثائق التابعة للاتفاقية والخاصة بمؤتمر الأمن والتعاون في أوروبا/منظمة الأمن والتعاون في أوروبا منذ عام 1989، وشغلت منصب رئيس المنظمة في عام 1997. مايزال سجل المجر الخاص بتنفيذ أحكام اتفاقية هلنسكي، بما في ذلك الأحكام المتعلقة بلم شتات الأسر المشتتة، من بين أفضل السجلات في أوروبا الشرقية. انضمت المجر إلى الأمم المتحدة في شهر ديسمبر 1955.
مشروع سد غابسيكوفو – ناغيماروس
كان مشروع سد غابسيكوفو – ناغيماروس مشروعًا تعاونيًا بين المجر وتشيكوسلوفاكيا، ووقع عليه البَلَدَان بتاريخ 16 سبتمبر 1977 في («معاهدة بودابست»). نصت اتفاقية المشروع على إقامة سد عابر للحدود بين مدينة غابسيكوفو في تشيكوسلوفاكيا ومدينة ناغيماروس في المجر. بعد حملة إعلامية شعواء، أصبح المشروع مكروهًا على مستوى واسع كونه أحد رموز النظام الشيوعي القديم، الأمر الذي اضطر الحكومة المجرية، في عام 1898، إلى إصدار قرار بتعليق العمل فيه. ذكرت محكمة العدل الدولية في حكمها الصادر في شهر سبتمبر 1997 أن طرفا اتفاقية سد غابسيكوفو ناغيماروس قد انتهكا التزاماتهما، وأن مفعول معاهدة بودابست لعام 1977 ما يزال ساريًا. في عام 1998، لجأت الحكومة السلوفاكية إلى المحكمة الدولية، وطالبت ببناء الجزء الواقع في مدينة ناغيماروس من السد. حتى عام 2008، لم يكن النزاع حول سد غابسيكوفو ناغيماروس قد حُل بعد. في 19 مارس 2008، اعترفت المجر بكوسوفو دولة مستقلة.
منازعات دولية: صراع مشروع سد غابسيكوفو ناغيماروس مع سلوفاكيا.
مخدرات غير مشروعة: تعد المجر إحدى المحطات الرئيسية في طرق تجارة المواد المخدرة (الهيروئين والقنب) القادمة من جنوب غرب آسيا، كما تعد نقطة عبور لشحنات الكوكائين المتجهة من دول أمريكا الجنوبية إلى أوروبا الغربية. كما تعد المجر منتجًا محدودًا للسلائف الكيميائية، وبشكل خاص الأمفيتامينات والميثامفيتامينات.